# Illiberis albiventris
Illiberis albiventris är en fjärilsart som beskrevs av Alberti 1954. Illiberis albiventris ingår i släktet Illiberis och familjen bastardsvärmare. Inga underarter finns listade i Catalogue of Life.